# Nidícola

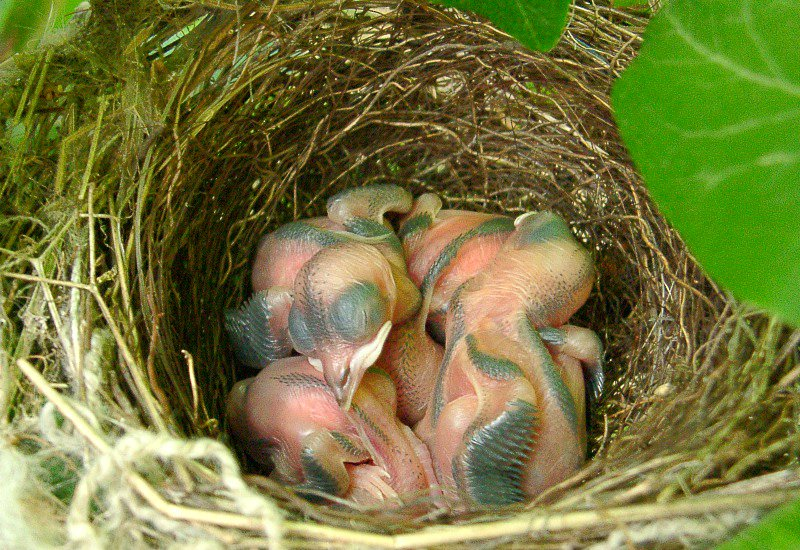
Pollets de pardal

En biologia, un organisme nidícola és aquell que roman molt de temps al seu lloc de naixement perquè depèn dels seus pares per a l'alimentació, la protecció i l'aprenentatge de les habilitats de supervivència. El terme deriva del llatí nidus (niu) i colus (habitant) i es contraposa al de nidífuga, referit als organismes que abandonen el niu poc després de l'eclosió de l'ou o dels naixement.
Alguns exemples d'espècies nidícoles inclouen mamífers i moltes espècies d'ocells. Els ocells nidícoles, al contrari que els nidífugues, tenen un major desenvolupament cerebral. Durant la vida, el cervell d'un ocell nidícola s'expandeix de 8 a 10 vegades la seva mida inicial; mentre que en animals nidífugues, s'expandeix d'1,5 a 2,5 vegades.
S'addueixen diverses raons per explicar aquesta darrera diferència. En primer lloc, el no haver de preocupar-se per la seva alimentació en les primeres etapes de vida fa que els ocells nidícoles siguin més semblants als mamífers, en el sentit que poden permetre's el luxe de néixer en un menor nivell de desenvolupament i acabar de formar el seu sistema nerviós ja sota els estímuls del medi, gastant tota la seva energia en això.
En segon lloc, les dietes altament energètiques (carn, llavors, insectes) que solen tenir aquestes espècies, els permet mantenir-se amb un menor volum d'aliment, per la qual cosa no gasten tants recursos orgànics en la digestió. En tercer lloc, el comportament d'aquestes espècies (caça en rapinyaires, societats en psitàcids) demanda d'un major nivell cognitiu i premia als que el posseeixen.
Les cries d'ocells marins en general són nidícoles. Moltes espècies estan condicionades en la seva reproducció pels hàbits migratoris, perquè necessiten realitzar notables desplaçaments entre les seves àrees d'hivernada i de cria a la primavera. Exemples: cigonyes, grulles, coloms, falciots, orenetes, garses, anátides, etc.
Els ocells nidícoles són aquells en què els polls surten de l'ou sense plomes i sense estar completament desenvolupats. Tanmateix, els científics utilitzen el terme espècie altricial per a referir-se a un fenomen de desenvolupament semblant a nidícola: un organisme altricial és aquell relativament poc desenvolupat al néixer o eclosionar; indefens, cec, sense plomes ni cabells i incapaç de valer-se per si mateix) Encara que hi ha molta superposició entre les espècies altricials i les nidícoles i la majoria dels animals nidícoles són altricials, els termes no són idèntics. Tots els animals altricials són nidícoles per necessitat, però un animal pot ser nidícola fins i tot si és precoç i plenament capaç de marxar del niu, si cal. Exemples d'espècies precoces però a la vegada nidícoles inclouen moltes gavines i xatracs.